# Joseph de Guignes
Joseph de Guignes (Pontoise, Francia, 19 de octubre de 1721-París, 22 de marzo de 1800) fue un orientalista francés.

## Biografía
A la edad de 15 años, estudió bajo la dirección de Étienne Fourmat, profesor de árabe y de chino en París, y fue secretario del duque de Orleans, su amigo y patrón, dejando varias obras escritas y memorias en la Academia de Inscripciones y Lenguas Antiguas.
A la muerte de su maestro, es nombrado, con apenas 20 años, secretario intérprete para las lenguas orientales. En 1752, la Sociedad Real de Londres le recibe para hacerle miembro, y en 1754, la Academia de Inscripciones, le acoge en su seno.
Dos años tarda en justificar su elección en la citada Academia, publicando una historia general de los hunos, turcos, mongoles y otros tártaros, lo que dio una gran reputación. En 1757 sucede a Jouet en la silla de siriaco en el Colegio Real de Francia; el trabajo citado es remarcable e importante para el estudio de las revoluciones sucesivas de los pueblos europeos y asiáticos, acompañado de tablas cronológicas.
Guignes también dejó escrita la vida de su maestro Fourmont, una memoria histórica de los turcos, composición tipográfica de los caracteres orientales, sobre los chinos como colonia de Egipto, traducción del "Chou-King", uno de los libros sagrados de los chinos y otras. Renovó y publicó la obra del jesuita misionero Joseph Marie Amiot (1718-1764), "Arte militar de los chinos".
Asimismo realizó sucesivamente los siguientes trabajos: censor real, cuidador de las antigüedades del Louvre y miembro del comité de la publicación "Notices et extrait des Manuscrits" y del "Journal des Savants", escribiendo gran número de artículos.
Guignes dejó varias obras manuscritas, las cuales se encuentran en forma de catálogo en el tomo primero de la obra "Voyage à Canton", publicado por su hijo Chrétien-Louis-Joseph de Guignes (1759-1845), también orientalista, quien recibió valiosas lecciones de su padre, especialmente de chino, y fue Louis-Joseph cónsul de Cantón y acompañante de la embajada holandesa a Pekín ante el emperador de China, residiendo 17 años en el citado país de Oriente. Dejó obras escritas a la vuelta a su patria sobre sus viajes a Pekín y Manila, sobre el planisferio celeste chino, los cometas conocidos y observados por los chinos, observaciones sobre la obra manuscrita de un historiador árabe llamado Masoudi concerniente a la historia de China, y otras.

## Obras
- Art militaire des chinois,..., París: Didot, 1772.
- Principes de composition typographique,..., 1790.
- Le Chou-King,..., 1770.
- Éloge de la ville de Moukden..., París, 1770.
- Histoire générale desn Huns, des Turcs, des Mogols, et des autres Tartares..., París: Desaint & Saillant, 1756-58, 4 vols.
- Lettre au sujet de deux voyageurs mahométans,.....
- Otras